# Петрос (Мармароси)
Петросул (рум. pietrósul, petrós (каменистый), Пьетросул, Петрос) — гора в Украинских Карпатах, в массиве Гуцульские Альпы (Раховские горы). Расположена в пределах  Раховского района Закарпатской области, южнее с.  Богдан.
Высота 1780,9 м. Вершина Шпилевая. Подножие и склоны горы покрыты лесами, местами — полонины. Склоны очень крутые, есть скалистые обрывы.
На юго-запад расположена гора Берлебашка (1733,9 м), к которой можно пройти пологим и необлесненным хребтом, на юге — массивная гора Поп-Иван (1936,2 м), через которую проходит украинско-румынская граница.
Гора расположена в пределах 
Мармарошского заповедного массива.
Ближайший населенный пункт:  Богдан.